# Schizura corticea
Schizura corticea är en fjärilsart som beskrevs av Walker 1865. Schizura corticea ingår i släktet Schizura och familjen tandspinnare. Inga underarter finns listade.